# Automatic binding bricks

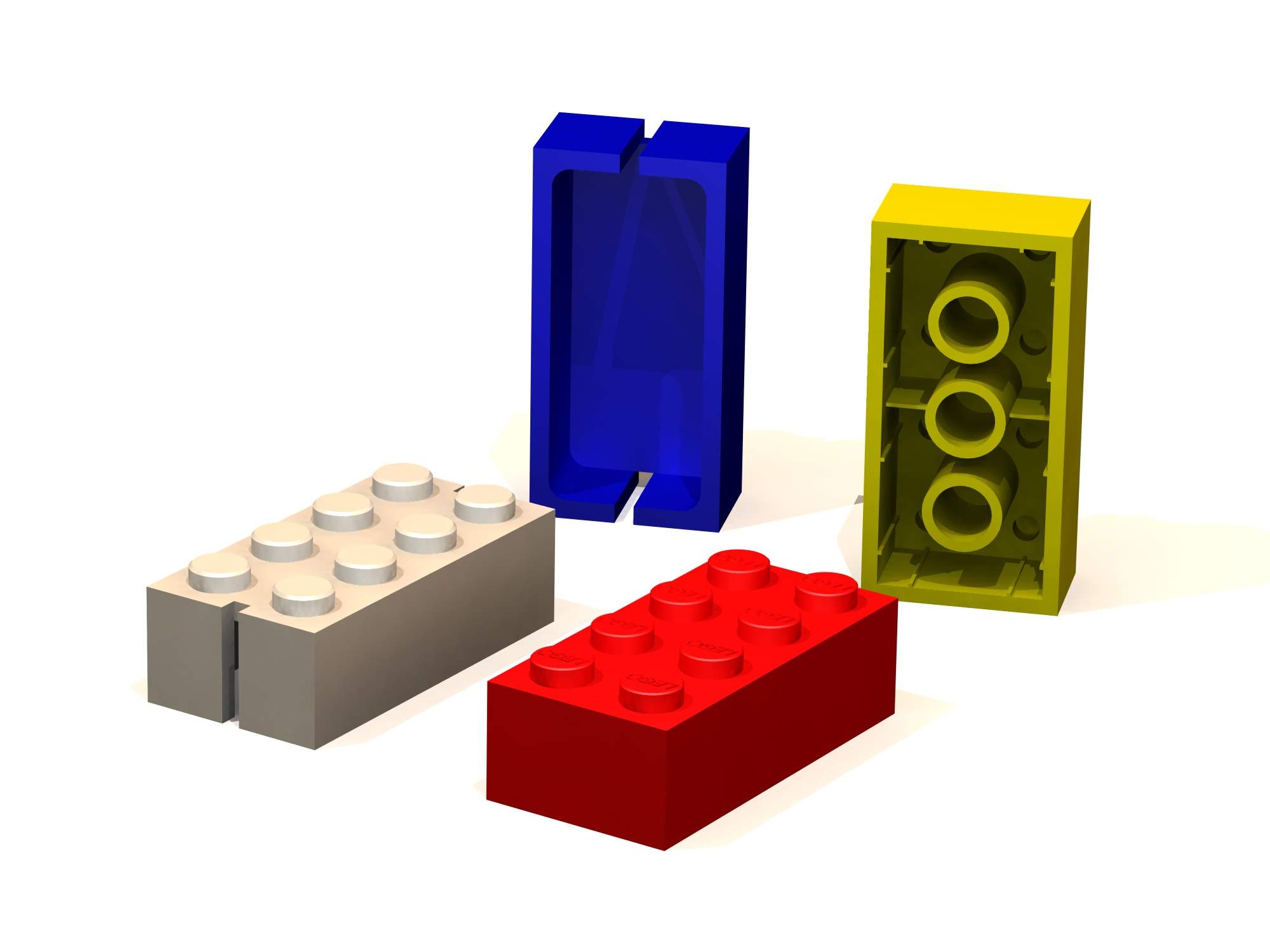
Srovnání moderní lego kostky s kostkou z roku 1949

Automatic binding bricks je název stavebnice, vyráběné v podniku LEGO (později The LEGO Group) v letech 1949–1953. Jedná se o první plastové stavebnicové kostky z této továrny, které přímo předcházely stavebnicím Lego. Kostky jsou plně kompatibilní s moderními kostičkami Lego, mají ale několik odlišností. Předně jsou na jedné i více stranách opatřeny zářezy, do kterých bylo možné zasouvat okna, dveře nebo kartonové kartičky s obrázky. Dále nemají na spodní straně trubičky, které od roku 1958 zajišťují pevnější spojení lego kostek. Třetí významný rozdíl spočívá v používaném plastu – zatímco pro moderní stavebnice se používá akrylonitrilbutadienstyren (ABS), první kostky byly lisované z acetátu celulózy (CA). Ten je však málo stabilní, takže kostky se během několika let deformovaly. 

## Historie
Ole Kirk Christiansen, výrobce dřevěných hraček se značkou Lego, zakoupil první lis na plasty v roce 1947. Spolu se strojem obdržel i vzorky předmětů, které lze s pomocí lisu vyrábět a mezi nimi i stavebnicové kostky britské firmy Kiddicraft. Jejich autorem byl dětský psycholog Hillary Fischer Page. Ole Kirk Christiansen začal po drobných úpravách forem vyrábět velmi podobné kostky. V prvním roce ještě neměly žádné označení, až od roku 1950 se na spodní straně kostek objevil nápis Lego. 
V roce 1952 se na obalech stavebnice poprvé objevil název firmy Lego, který od roku 1953 zcela nahradil původní název výrobku. Kostky se zářezy byly však zcela uzavřenými kostkami nahrazeny až v roce 1957.

## Stavebnice

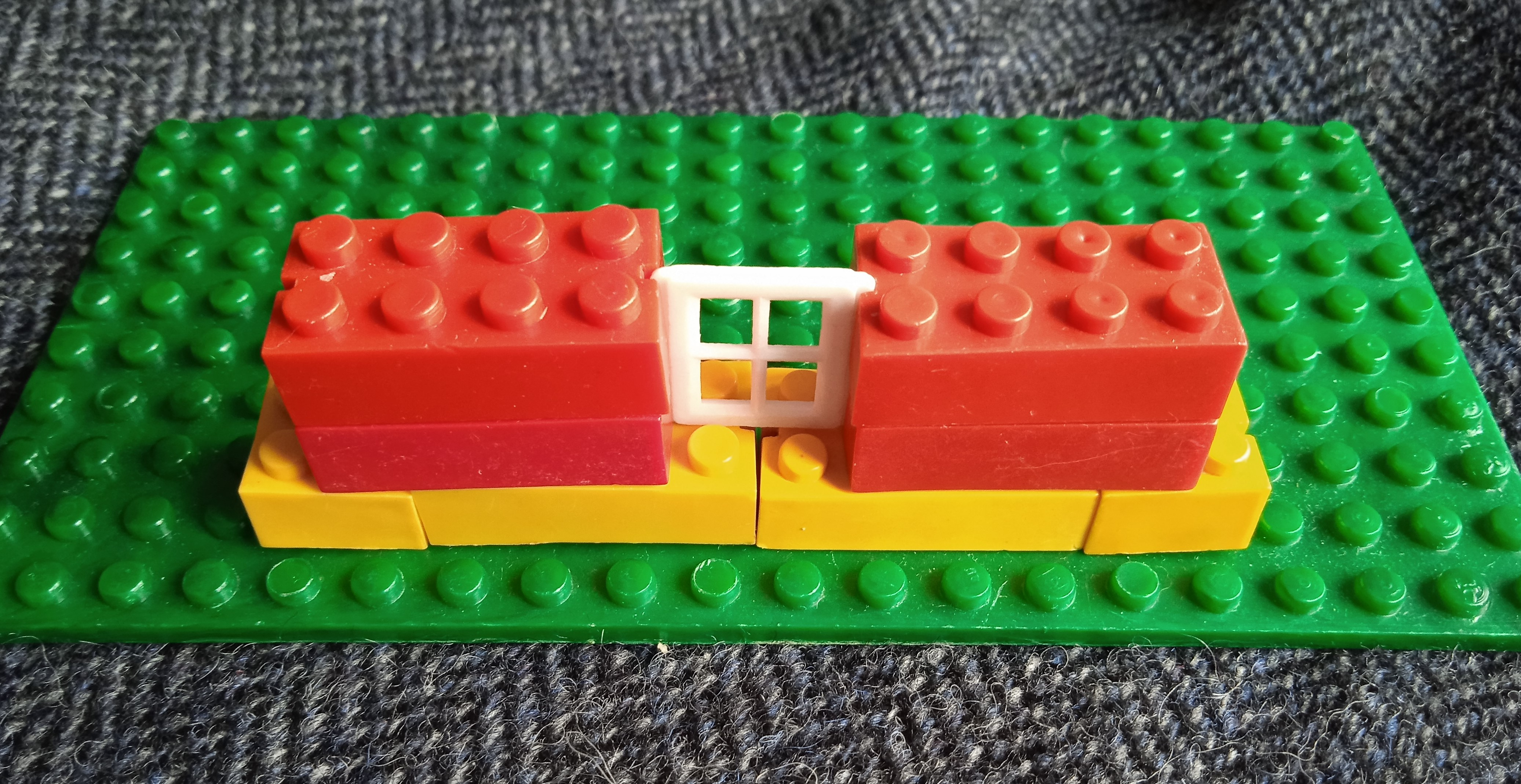
Způsob uchycení okének do zářezů

Automatic binding bricks byly prodávány pouze v Dánsku a krátce v jižním Švédsku. K dostání byly zejména klasické stavebnice, ale v hračkářstvích bylo možné kupovat kostky i po jednotlivých kusech. Ty se zpočátku vyráběly jen ve dvou druzích (2x2 a 2x4 výstupky „stud“), ale ve velkém množství barevných variant. Objevovaly se i vícebarevné, mramorované kostky, které vznikaly lisováním zbytkových plastů. V 50. letech se prodávaly za poloviční cenu, ale v současnosti jsou sběrateli velmi žádané a drahé. 
Součástí stavebnice byly kromě vlastních kostek též 3 druhy okének a 1 druh dveří, které bylo možné upevňovat do zářezů v kostkách. V roce 1950 byla také vytvořena první plochá destička, která sloužila jako podklad pro stavby. Ani ta nebyla označena znakem Lego. Problémem těchto desek byl především používaný plast, kvůli kterému se desky brzy zkroutily a staly se nepoužitelnými. Na některé kusy byl ovšem zřejmě použit jiný druh plastu, který se nedeformoval.  
Sety neobsahovaly návody ke stavbě jako moderní stavebnice lego, určitým vodítkem mohl být jen obrázek na krabici. Předpokládalo se především stavění domů, rámečků na obrázky či fotografie a podobně. 
| Obrázek | Číslo | Název                                                                                      | Počet dílů | Minifigurky | Rok vydání |
| ------- | ----- | ------------------------------------------------------------------------------------------ | ---------- | ----------- | ---------- |
|         | 700/1 | Automatic binding bricks – Den store aeske („velká krabice“)                               | 204        | –           | 1949       |
|         | 700/2 | Automatic binding bricks – Mellemstørrelse („střední velikost“)                            | 174        | –           | 1949       |
|         | 700/3 | Automatic binding bricks – Den lille æske („malá krabice“)                                 | 144        | –           | 1949       |
|         | 700/A | Suppleringsæske – hele og halve mursten („doplňková krabice – celé a poloviční kostky“)    | 24         | –           | 1950       |
|         | 700/B | Suppleringsæske – vinduer og døre („doplňková krabice – okna a dveře“)                     | 12         | –           | 1950       |
|         | 700/F | Suppleringsæske – 1/4 og 3/4 sten („doplňková krabice – čtvrtinové a tříčtvrteční kameny“) | 48         | –           | 1953       |

Všechny vydané produkty měly v rámci Lego hraček katalogové číslo 700. Sety 700/1 – 700/3 se lišily počtem kostek, obal ale vypadal stejně. Zajímavé je jejich estetické balení – kostky ve 4–5 barvách byly pečlivě poskládány do šachovnicových vzorů.
V roce 1950 byly vydány rovněž malé doplňkové sety, kterými bylo možné rozšířit velikost původních stavebnic. V roce 1953 bylo ještě před ukončením produkce vydáno malé balení nového typu kostek (1x2 a 2x3 výstupky).